# Spilinga
 'Spilinga' es un municipio sito en el territorio de la provincia de Vibo Valentia, en Calabria (Italia).
Es conocido por la producción de la 'Nduja, un embutido de carne y chilli.
Acoge cada año un festival musical conocido como "Festival Internazionale della Lyra del Mediterraneo", dedicado a los instrumentos musicales derivados de la lira bizantina.

## Demografía
| Gráfica de evolución demográfica de Spilinga entre 1861 y 2001 |
|                                                                |
| fuente ISTAT - elaboración gráfica a cargo de Wikipedia        |